# Đội tuyển bóng đá U-23 quốc gia Argentina
Đội tuyển bóng đá Olympic Argentina (U-23 Argentina từ năm 1992) đại diện cho Argentina ở các giải đấu bóng đá quốc tế trong Thế vận hội Olympic và Đại hội thể thao Liên Mỹ. Việc lựa chọn được giới hạn ở những người chơi dưới 23 tuổi, ngoại trừ ba người chơi quá tuổi. Đội được kiểm soát bởi Hiệp hội bóng đá Argentina (AFA).
Lần đầu tiên Argentina tham dự các giải đấu Olympic là vào năm 1928, khi đội này là á quân trước nhà vô địch Uruguay tại Thế vận hội được tổ chức ở Amsterdam. Vào thời điểm đó, luật quy định rằng chỉ những đội nghiệp dư mới được thi đấu, vì vậy Argentina (và cả Uruguay) chơi với những cầu thủ cao cấp nên bóng đá khi đó vẫn chưa chuyên nghiệp ở những quốc gia đó 
Argentina sẽ không tham dự Thế vận hội Olympic cho đến năm 1960 khi đội tuyển này có thành tích đứng thứ 7 riêng biệt. Đội tranh tài với các cầu thủ nghiệp dư trẻ. Sau khi IOC cho phép các cầu thủ chuyên nghiệp tham gia (nhưng giới hạn độ tuổi là 23), Argentina trở lại vào năm 1996 khi đội giành huy chương bạc thứ hai sau khi thua Nigeria trong trận chung kết. Năm 2004 và được huấn luyện bởi Marcelo Bielsa, Argentina đã giành được huy chương vàng đầu tiên với Carlos Tévez cũng là vua phá lưới với 8 bàn thắng. Bốn năm sau, Argentina giành huy chương vàng thứ hai tại Bắc Kinh khi phục thù Nigeria với chiến thắng 1–0 trong trận chung kết đó.

## Lịch sử

### Lần tham gia đầu tiên

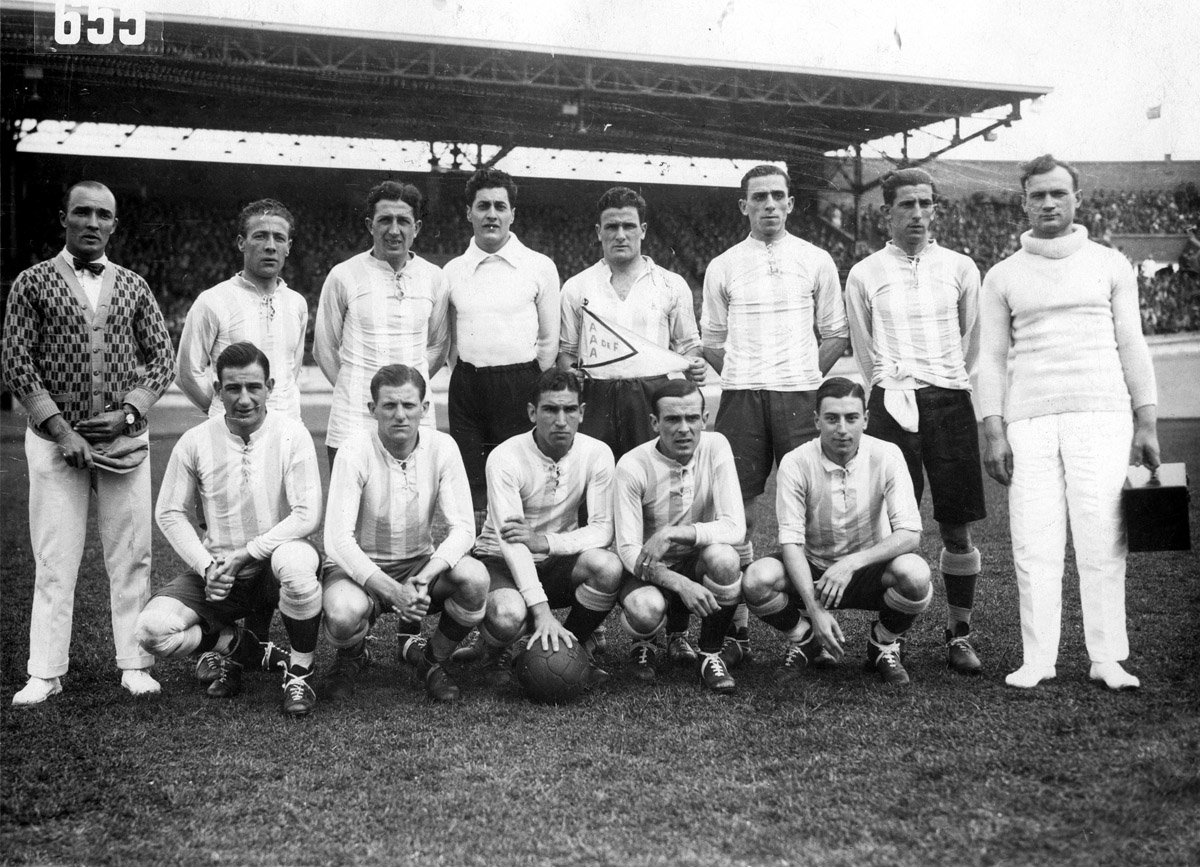
Đội giành Huy chương Bạc tại Thế vận hội 1928

Argentina lần đầu tiên tham dự Thế vận hội Olympic 1928 được tổ chức tại Hà Lan. Mặc dù Thế vận hội chỉ dành cho các đội nghiệp dư, Argentina thi đấu với đội hình cấp cao nên bóng đá trong nước không chuyên nghiệp cho đến năm 1931. Đội tiến vào trận chung kết sau khi đánh bại Hoa Kỳ với tỷ số 11–2 ở vòng đầu tiên và Bỉ (6–3) ở vòng thứ hai. Ở bán kết, đội tuyển quốc gia đã đánh bại Ai Cập với tỷ số 6–0 để giành quyền vào chung kết gặp Uruguay.
Trận đầu tiên kết thúc với tỷ số hòa 1-1 nên trận thứ hai phải diễn ra ba ngày sau đó. Ở trận đấu quyết định, Uruguay vô địch giải đấu sau khi đánh bại Argentina 2-1, giành Huy chương Vàng. Đội hình người Argentina gồm Bossio, Bidoglio, Paternóster, Médice, Monti, Evaristo, Carricaberri, Tarasconi, Ferreira, Perduca, Orsi. Tarasconi cũng là vua phá lưới của giải đấu với 11 bàn thắng.